# Шапша (Ханты-Мансийский автономный округ)
Шапша (хант. «бугор, разделённый рекой») — деревня в России, находится в Ханты-Мансийском районе, Ханты-Мансийского автономного округа — Югры, в 28 км от Ханты-Мансийска. Входит в состав Сельского поселения Шапша.
Население на 1 января 2010 года составляло 571 человек .

## Физико-географические сведения
Рельеф преимущественно равнинный, с локальными возвышенностями и большим количеством низин, староречьев и котловин, часто заболоченных. С одной стороны деревню окружает русло протоки Горной, одного из рукавов Оби. Территория у поймы затопляемая. Почвы сложены торфяными и суглинистыми грунтами.

### Климат
Климат резко континентальный, зима суровая, с сильными ветрами и метелями, продолжающаяся семь месяцев. Снежный покров превышает 75-80 см. Продолжительность устойчивых морозов от 145 до 167 дней. Лето относительно тёплое, но быстротечное. Среднегодовая норма осадков до 450 мм, основное время выпадения — июль-август. Средняя многолетняя температура зимы (январь) –28,5 °C; лета (июль) + 18 °C, среднегодовая норма ясных дней – 41.

### Растительность и животный мир
До 35% площади поселения занимают леса. Преобладают (до 80%) хвойные породы: сосна, ель, кедр, незначительную площадь занимают березовые и осиновые рощи. Большие пространства покрыты зеленомошниковыми болотами с клюквенниками. В сосновых лесах на песчаных почвах простираются беломошники, а в остальных господствуют мхи, лишайники. Пойменная часть сельского поселения покрыта луговой травой, кустарниками, камышами и осокой.

### Гидрография
В районе деревни протекают протоки Оби — Неулева, Горная, Шайтанская. Течение спокойное (0,2-0,5 м/сек). Большую площадь занимают крупные и мелкие озера и болота. Продолжительность ледостава — 130 – 160 дней, толщина льда до 1 м. Территория хорошо водообеспечена. Ледоход в большинстве случаев проходит бурно, с заторами, резким подъемом и спадом воды. Период весеннего половодья — май-июнь, с высотой подъема 2,3 — 8,8 м. Высота дождевых паводков в августе-октябре — 2,0 - 5,0 м.

## Население
| Год  | Численность постоянного населения (среднегодовая) |
| ---- | ------------------------------------------------- |
| 1912 | 60                                                |
| 1926 | 221                                               |
| 1997 | 348                                               |
| 2008 | 470                                               |
| 2010 | 571                                               |

Преимущественный национальный состав — русские (85,8%), коренные народы — 14,2%.

## История
До прихода русских поселенцев, на месте деревни располагались юрты коренных остяков. В 1728 они были вынуждены отдать землю в вечное владение солдату Николаю Фёдоровичу Зуеву и ямщикам Евдокиму Сергеевичу Змановскому и Якову Васильевичу Лыткину в уплату долга по ясаку. Первое поселение было основано в трех километрах от современного поселка, и часто подвергалось затоплению во время половодий. Наиболее неблагоприятными были 1890-1891 годы, когда из-за разлива протоки урожай был потерян, и начался голод. Новая Шапша была заложена дальше от поймы, на повышении, и два поселения слились в одно в 1900 году. Шапшинская деревня казаков в 1912 году имела 14 дворов, 27 мужчин, 33 женщины. Остяцких юрт — 8 дворов, 16 мужчин, 12 женщин. Имелись почтовая и земская станции, ветряная мельница, постоялый двор . В 1905 году была открыта церковь, просуществовавшая до 1958 года.
В январе 1920 Шапша образована в Зенковской волости Тобольского уезда под названием «Зенковский сельсовет». В январе 1924 года он включён в состав Самаровского района.
В 1923 году мимо Шапши из Тобольска проплывала «Баржа смерти». В окрестностях деревни на виду у жителей были расстреляны 11 безвестных активистов красного движения, в память о которых позже был воздвигнут памятник на месте расстрела.
В 1931-31 гг. на месте деревни образовался колхоз, которому дали название «13 лет Октября». В 1957 году колхоз переименовали в колхоз «им. Чапаева». С 14 сентября 1964 года Шапша числится в Ханты-Мансийском районе. В 1981 году образовалось подсобное хозяйство геофизического треста с включением в него колхоза. В 1997 Шапша становится муниципальным центром Сельского поселения Шапша, границы которого были уточнены 25 ноября 2004 года.

## Достопримечательности
На территории деревни находится массив вековых кедров, известный как «Шапшинские кедровники». В 1985 году местными жителями впервые был поднят вопрос о спасении уникальных лесных массивов, подвергавшихся массовым рубкам, и 28 ноября 1990 года постановлением окрисполкома Совета народных депутатов Ханты-Мансийского автономного округа Шапшинские кедровники были обозначен на карте как памятник природы, занимающий площадь 110 гектаров. Помимо кедра, преобладающего по своей численности на данной площади, здесь произрастают Ель сибирская, Пихта сибирская, а из лиственных пород - берёза, осина, ива. Флора богата не только распространёнными, но и занесёнными в Красную книгу видами. Из наиболее редких здесь встречаются: плаун булавовидный, можжевельник, живокость, ятрышник пестролистый. Фауна представлена различными видами зверей, птиц, земноводных, пресмыкающихся, насекомых. Из млекопитающих здесь встречаются: барсуки, белки, горностай, лисицы, ласки, заяц-беляк, бурозубки, полёвки, кроты, лоси, соболи, бурые медведи. Мир птиц более многообразен. Часто встречаются дятлы, сойки, кедровки, клесты, вороны, вяхирь, кукушка, сороки, синицы, свиристель, зяблик, пеночка-зарничка, ласточка-береговушка, трясогузки, овсянки, рябчики.
По территории кедровника пролегает экологическая тропа, работают экологические отряды и школьное лесничество.